# Cheliceroides
Genre
Cheliceroides est un genre d'araignées aranéomorphes de la famille des Salticidae.

## Distribution
Les espèces de ce genre se rencontrent au Viêt Nam et en Chine.

## Liste des espèces
Selon World Spider Catalog (version 25.5, 17/01/2025) :
- Cheliceroides jinxini Wang, Mi, Li & Xu, 2024
- Cheliceroides longipalpis Żabka, 1985

## Systématique et taxinomie
Ce genre a été décrit par Żabka en 1985 dans les Salticidae. Il est placé en synonymie avec Colopsus par Logunov en 2021. Il est relevé de synonymie par Lin, Yang et Zhang en 2024.

## Publication originale
- Żabka, 1985 : « Systematic and zoogeographic study on the family Salticidae (Araneae) from Viet-Nam. » Annales Zoologici, vol. 39, p. 197-485.